# آیا تاکنون عاشق بوده‌ای؟
« آیا تاکنون عاشق بوده‌ای؟» (به انگلیسی: Have You Ever Been in Love) تک‌آهنگی از هنرمند اهل کانادا سلین دیون است که در ۱۴ آوریل ۲۰۰۳ منتشر شد.